# 1337
| [ Edytuj tabelę ]                          |                                                       |
| Król Polski                                | - 1333 Kazimierz III Wielki 1370                      |
| Król Albanii                               | - 1332 Robert 1364                                    |
| Współksiążęta Andory                       | - 1326 Arnau de Llordà 1341 - 1315 Gaston II 1343     |
| Król Anglii                                | - 1327 Edward III 1377                                |
| Król Aragonii i Walencji, hrabia Barcelony | - 1336 Piotr IV Aragoński 1387                        |
| Władca Azteków                             | - 1325 Tenoch 1376                                    |
| Margrabia Brandenburgii                    | - 1320 Ludwik 1351                                    |
| Książę Burgundii                           | - 1315 Eudes IV 1349                                  |
| Książę Dolnej Bawarii                      | - 1309 Henryk XIV Bawarski 1339                       |
| Książę Górnej Bawarii                      | - 1294 Ludwik III 1340                                |
| Cesarz Bizancjum                           | - 1328 Andronik III Paleolog 1341                     |
| Car Bułgarii                               | - 1331 Iwan Aleksander 1371                           |
| Cesarz Chin                                | - 1333 Huizong 1368                                   |
| Król Cypru                                 | - 1324 Hugo IV 1359                                   |
| Król Czech                                 | - 1310 Jan Luksemburski 1346                          |
| Król Danii                                 | - 1332 interregnum 1340                               |
| Władca Egiptu                              | - 1310 An-Nasir Muhammad 1341                         |
| Cesarz Etiopii                             | - 1314 Amde Tsyjon I 1344                             |
| Król Francji                               | - 1328 Filip VI 1350                                  |
| Król Gruzji                                | - 1314 Jerzy V Wspaniały 1346                         |
| Hrabia Holandii                            | - 1304 Wilhelm III 1337 - 1337 Wilhelm IV 1345        |
| Cesarz Japonii                             | - 1318 Go-Daigo 1339                                  |
| Kalif                                      | - 1302 Al-Mustakfi I 1340                             |
| Król Kastylii i Leónu                      | - 1312 Alfons XI 1350                                 |
| Patriarcha Konstantynopola                 | - 1334 Jan XIV Kalekas 1347                           |
| Władca Korei                               | - 1332 Ch’ungsuk 1339                                 |
| Wielki książę litewski                     | - 1316 Giedymin 1341                                  |
| Cesarz Majapahitu                          | - 1328 Tribhuwana Widżajatunggadewi 1350              |
| Sułtan Maroka                              | - 1331 Abu al-Hassan Ali I 1350                       |
| Książę Mediolanu                           | - 1329 Luchino 1339                                   |
| Wielki książę moskiewski                   | - 1328 Iwan I Kalita 1340                             |
| Król Nawarry                               | - 1328 Joanna II z Nawarry i Filip z Évreux 1342      |
| Król Norwegii                              | - 1319 Magnus Eriksson 1355                           |
| Hrabia Palatynatu                          | - 1327 Rudolf II Wittelsbach 1353                     |
| Papież                                     | - 1334 Benedykt XII 1342                              |
| Król Portugalii                            | - 1325 Alfons IV 1357                                 |
| Książę Rusi halickiej                      | - 1323 Jerzy II 1340                                  |
| Cesarz Rzymski (niemiecki)                 | - 1314 Ludwik IV Bawarski 1347                        |
| Książę Saksonii                            | - 1298 Rudolf I 1356                                  |
| Kapitanowie Regenci San Marino             | - 1337 Bentivegna da Valle Foschino di Novello 1337   |
| Car Serbii                                 | - 1331 Stefan Urosz IV Duszan 1355                    |
| Król Szkocji                               | - 1329 Dawid II Bruce 1371 - 1332 Edward Balliol 1338 |
| Król Szwecji                               | - 1319 Magnus Eriksson 1363                           |
| Sułtan Turków                              | - 1324 Orchan 1360                                    |
| Doża Wenecji                               | - 1328 Francesco Dandolo 1339                         |
| Król Węgier                                | - 1308 Karol Robert 1342                              |
| Wielki mistrz zakonu krzyżackiego          | - 1335 Dietrich von Altenburg 1341                    |

Rok 1337 / MCCCXXXVII
stulecia: XIII wiek ~
XIV wiek ~
XV wiek

lata: 1327 «
1332 «
1333 «
1334 «
1335 «
1336 «
1337
» 1338
» 1339
» 1340
» 1341
» 1342
» 1347

## Wydarzenia w Polsce
- Wprowadzenie przez Kazimierza Wielkiego nowej monety do obiegu w celu ujednolicenia gospodarki.
- Uniezależnienie się Dzierżoniowa od księcia świdnicko-jaworskiego.
- Bolesław Pierworodny odkupił od Czechów Ziemię Prudnicką wraz z miastem.
- miał miejsce najazd litewski na Pułtusk i Ciechanów[1], bitwa pod Pułtuskiem. Zwycięstwo Mazowszan nad Litwinami.

## Wydarzenia na świecie
- 17 marca – Edward, znany jako "Czarny Książę", najstarszy syn Edwarda III otrzymał Księstwo Kornwalii i – jako pierwszy w historii – tytuł angielskiego diuka.
- 18 maja – w Pradze została koronowana Beatrice de Bourbon, druga żona króla Czech Jana Luksemburskiego.
- 24 maja – francuski król Filip VI ogłosił konfiskatę angielskiego lenna Gujenny, co rozpoczęło wojnę stuletnią.
- 12 lipca – Reszel otrzymuje przywilej lokacyjny na prawie chełmińskim.
- 4 grudnia – Herman z Pragi zostaje mianowany biskupem warmińskim.
- Despotat Epiru został ponownie przyłączony do odnowionego Cesarstwa Bizantyńskiego.
- Iwan Asen IV zostaje władcą drugiego carstwa bułgarskiego.
- Robert de Stratford zostaje Lordem Kanclerzem Anglii.

## Urodzili się
- Henryk opolski (zm. pomiędzy 1356 a 1365) – książę opolski.
- Ludwik II de Burbon (zm. 1410) – władca Burbonii.
- Robert III Stewart (zm. 1406) – król Szkocji.

## Zmarli
- 8 stycznia – Giotto di Bondone, włoski malarz (ur. ok. 1266)
- 7 czerwca – Wilhelm I Dobry, hrabia Holandii i Zelandii (ur. ok. 1285)
- 15 czerwca – Angelus Clarenus, włoski franciszkanin, heretyk (ur. ok. 1255)
- 25 czerwca – Fryderyk II Sycylijski, król Sycylii z dynastii barcelońskiej (ur. 1272)
- data dzienna nieznana:
  - Mansa Musa, władca Mali (ur. ok. 1280)
  - Musa, władca Bagdadu (ur. ?)